# راند ستاد القابضة
راند ستاد القابضة ، والمعروفة باسم راند ستاد ومنمقة باسم راند ستاد ، هي شركة هولندية متعددة الجنسيات لاستشارات الموارد البشرية ومقرها في ديمين ، هولندا . تأسست في هولندا في عام 1960 من قبل فريتس جولدشميدنغ وتعمل في حوالي 39 دولة. في عام 2015 ، حققت الشركة مبيعات بقيمة 19.2 مليار يورو، وصافي دخل قدره 518.8 مليون يورو. توظف راندستاد حوالي 29000 موظف. على المستوى العالمي، لدى راند ستاد 4,473 فرع. يتم ادراج راند ستاد كـ راند في بورصة يورونكست. المؤسس فريتس جولدشميدنج لا يزال أكبر مساهم. سميت الشركة باسم منطقة راندستاد في هولندا.

## روابط خارجية
- الموقع الرسمي